# Cyanodermella
Cyanodermella är ett släkte av lavar som beskrevs av Ove Erik Eriksson. Cyanodermella ingår i familjen Stictidaceae, ordningen Ostropales, klassen Lecanoromycetes, divisionen sporsäcksvampar och riket svampar.
Släktet innehåller bara arten Cyanodermella viridula.